# Ad Petri Cathedram
Ad Petri Cathedram – pierwsza encyklika papieża Jana XXIII sygnowana datą 29 czerwca 1959 r. o rozwoju prawdy, jedności i pokoju w duchu miłości. 